# Huang Yiguang
Huang Yiguang (chino simplificado: 黄逸光; chino tradicional: 黃逸光; pinyin: Huáng Yìguāng) fue un político, aviador y explorador chino nacido en México. Nació en una familia rica y bien conectada en México y sirvió como piloto en la fuerza aérea china durante la Segunda Guerra Mundial.
Participó en uno de varios intentos de asesinato contra la vida del político chino Wang Jingwei, quien colaboró con Japón durante su ocupación de China de 1937 a 1945. Aviador y explorador, viajó mucho con fuertes conexiones con la comunidad china en el Reino Unido. Antiguo asociado de Wang, fue bienvenido en el círculo íntimo de Wang, pero su intento de asesinato fracasó cuando se descubrió su equipo de radio. Fue ejecutado por el Imperio de Japón el 17 de diciembre de 1940.